# مارك بينبريج
مارك بينبريج (11 مايو 1973 في المملكة المتحدة - ) (بالإنجليزية: Mark Bainbridge)‏ هو لاعب كريكت بريطاني. لعب مع Surrey Cricket Board ‏.